# Schizocosmus abatoides
Schizocosmus abatoides is een zee-egel uit de onderorde Paleopneustina. De taxonomische positie van het geslacht Schizocosmus is onduidelijk, en geslacht en soort zijn vooralsnog niet in een familie geplaatst.
De wetenschappelijke naam van de soort werd in 1925 gepubliceerd door Hubert Lyman Clark.